# Keri (Koigi)
Keri – wieś w Estonii, w prowincji Järva, w gminie Koigi.